# 접합형 트랜지스터
양극성 접합 트랜지스터(영어: bipolar junction transistor)는 1947년 벨 연구소에서 존 바딘, 월터 브래튼 그리고 윌리엄 쇼클리에 의해 발명되었다. 진공관은 전자회로 구현에서 크기와 소모전력 그리고 내구성에 문제가 많다. 특히 스위치 개념을 적용할 때, 많은 소자가 필요한데 공간의 한계가 문제가 된다. 그래서 반도체를 이용한 스위치의 필요성이 대두되어 개발되었다.
스위치란 결국 전류를 흐르게 하느냐, 흐르지 못하게 하느냐이다. 소자의 크기와 전력 면에서 반도체를 이용하면 이 문제가 해결된다. 반도체는 n형과 p형이 있으므로 이것에 제어용 전극을 붙이면 된다. n형의 막대 중간에 제어 전극을 붙이는 방법은 p형을 중간에 끼워 넣는 방법밖에 없다. p형이라면 n형을 넣으면 전류 제어가 가능해진다. 이렇게 중간에 제어용으로 삽입된 전극이 베이스(Base)가 된다. 베이스의 제어 신호는 전류에 따라 제어가 결정된다. 입력 제어 전류의 몇 배 전류가 흘러 스위치 기능이 실현된다. 보통 전자공학에서 신호 처리는 전압으로 표현된다. 즉, 전압을 증폭하거나 스위치한다. 베이스의 전압으로 제어할 수 있으면 좋았겠으나, 스위치 기능의 구현이 우선이었을 것이다. 나중에 전압을 제어용 입력 신호로 하는 소자인 전계효과 트랜지스터(FET)가 개발되었다.
오늘날 집적회로에서 CMOS 사용의 선호로 인해 관심과 사용이 줄어들고 있으나, 이산회로 등에서 접합형 트랜지스터의 성질이 잘 알려져 있고 다양한 소자 선택이 가능해 여전히 널리 사용되고 있다.

## 구조
접합형 트랜지스터 구조 2가지
- n형에 가운데 p형을 끼워 넣으면 NPN 접합형 트랜지스터가 된다.
- p형에 제어용 전극 n형을 삽입하면 PNP 트랜지스터가 된다.

BJT 개발 초기화와는 다르게 현재의 부품 들은 그림과 같이 실리콘 웨이퍼에 평면 도핑에 의해 만들어진다. 사진기술에 의해 n형 반도체 위에 p형과 다시 n형을 도핑한다.
|  |  |